# Torre d'en Malla
La torre d'en Malla és un edifici de Parets del Vallès (Vallès Oriental). Està situada dins l'espai natural de Gallecs, espai d'interès natural. És una obra protegida com a bé cultural d'interès local.

## Descripció

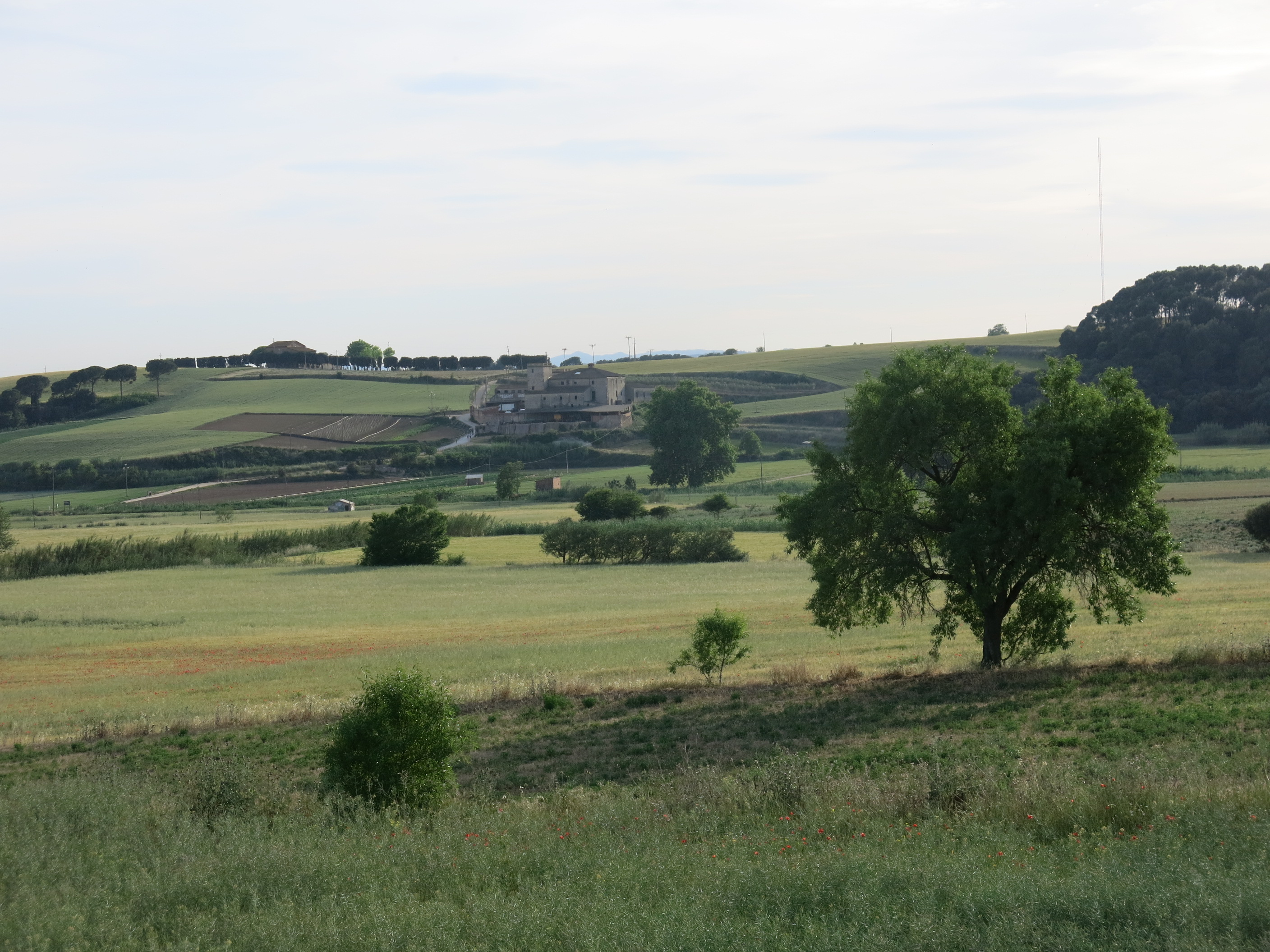
Espai natural de Gallecs i la Torre d'en Malla des de Parets (maig 2014)

És un conjunt defensiu, de secció quadrada, amb dues torres de planta quadrada sis metres i mig de costat en cada un dels angles de la façana principal. El cos central té teulada a quatre vessants, hi ha dues portes adovellades i una finestra gòtica bífora amb el mainell esculpit. A l'interior hi ha voltes de canó i de creueria. La seva antiga capella avui es fa servir de magatzem. L'edificació actual, per la seva estructura, correspon a l'època gòtica.

## Història
S'han trobat restes possiblement romanes. El seu nom antic podria se vila Alvir, i d'aquest s'esdevindria el seu antic nom de Vilatzir. Els seus senyors van ajudar a construir l'església de St. Esteve el segle xiii. La capella dedicada a St. Iscle és datada des del 904, però l'actual obra porta a la llinda la data de 1789. Des del 981 va pertànyer al monestir de Sant Cugat del Vallès. La Torre va passar el 1776 als dominics del Convent de Santa Caterina de Barcelona, que la van perdre a les desamortitzacions. El 1835 fou comprada per la família Mandri que la va conservar fins al 1949. L'edifici va ser reformat a finals del segle xix.